# Vincenzo Demetz
Vincenzo Demetz (ur. 10 października 1911 w Santa Cristina Valgardena, zm. 24 listopada 1990 tamże) – włoski biegacz narciarski, dwukrotny brązowy medalista mistrzostw świata.

## Kariera
Igrzyska olimpijskie w Garmisch-Partenkirchen były pierwszymi i zarazem ostatnimi w jego karierze. Wraz z kolegami z reprezentacji zajął tam czwarte miejsce w sztafecie 4 × 10 km, w bezpośrednim pojedynku o trzecie miejsce Włosi ulegli Szwedom. Indywidualnie zajął 13. miejsce w biegu na 18 km, a na dystansie 50 km był szesnasty.
W 1927 roku wystartował na mistrzostwach świata w Cortina d’Ampezzo zajmując czwarte miejsce w biegu na 50 km stylem klasycznym. Walkę o brązowy medal przegrał z Františkiem Donthem z Czechosłowacji. Największe sukcesy osiągnął podczas mistrzostw w Chamonix, gdzie zdobył brązowy medal w biegu na 50 km techniką klasyczną, wyprzedzili go jedynie dwaj Finowie: zwycięzca Pekka Niemi oraz drugi na mecie Klaes Karppinen. Na tych samych mistrzostwach wspólnie z Aristide Compagnonim, Giulio Gerardim i Silvio Confortolą wywalczył także brązowy medal w sztafecie. Rok później, na mistrzostwach świata w Lahti zajął 34. miejsce w biegu na 18 km, a w sztafecie był szósty. Startował także na mistrzostwach w Zakopanem w 1939 roku, gdzie był dwunasty w biegach na 18 i 50 km.
Jego wnuczka Michela Ponza była biathlonistką.

## Osiągnięcia

### Igrzyska olimpijskie
| Miejsce | Dzień     | Rok  | Miejscowość            | Konkurencja             | Wynik   | Strata | Zwycięzca    |
| ------- | --------- | ---- | ---------------------- | ----------------------- | ------- | ------ | ------------ |
| 4.      | 10 lutego | 1936 | Garmisch-Partenkirchen | Sztafeta 4 × 10 km      | 2:41:33 | +8:32  | Finlandia    |
| 13.     | 12 lutego | 1936 | Garmisch-Partenkirchen | 18 km stylem klasycznym | 1:14:38 | +5:28  | Erik Larsson |
| 16.     | 15 lutego | 1936 | Garmisch-Partenkirchen | 50 km stylem klasycznym | 3:30:11 | +26:36 | Elis Wiklund |

### Mistrzostwa świata
| Miejsce | Dzień     | Rok  | Miejscowość       | Konkurencja             | Czas biegu | Strata | Zwycięzca       |
| ------- | --------- | ---- | ----------------- | ----------------------- | ---------- | ------ | --------------- |
| 4.      | 9 lutego  | 1927 | Cortina d’Ampezzo | 50 km stylem klasycznym | 4:11:52    | +39:59 | John Lindgren   |
| 8.      | 14 lutego | 1937 | Chamonix          | 18 km stylem klasycznym | 1:11:21 h  | ?      | Lars Bergendahl |
| 3.      | 16 lutego | 1937 | Chamonix          | 50 km stylem klasycznym | 3:36:58    | +9:41  | Pekka Niemi     |
| 3.      | 18 lutego | 1937 | Chamonix          | Sztafeta 4 × 10 km      | 3:06:07    | +2:41  | Norwegia        |
| 34.     | 25 lutego | 1938 | Lahti             | 18 km stylem klasycznym | 1:09:37    | +5:02  | Pauli Pitkänen  |
| 6.      | 28 lutego | 1938 | Lahti             | Sztafeta 4 × 10 km      | 2:38:42    | ?      | Finlandia       |
| 12.     | 15 lutego | 1939 | Zakopane          | 18 km stylem klasycznym | 1:05:30    | ?      | Jussi Kurikkala |
| 12.     | 17 lutego | 1939 | Zakopane          | 50 km stylem klasycznym | 2:57:43    | ?      | Lars Bergendahl |